# 苏武李陵赠答诗
苏武李陵赠答诗是一组汉朝组诗。作者署名为西汉时期李陵与苏武，最早被认为是李陵与苏武作为好友之间互相赠答的组诗。但是这种说法受到了许多学者的质疑，被认为是讹误或者伪讬。

## 篇目组成
最早见于南朝梁萧統所著《文选》，其卷二十九收录有《李少卿与苏武》诗三首及《蘇子卿詩》四首，作者分别署名为汉代的李陵与苏武。《初学记》《艺文类聚》等书亦散见有许多署名李陵与苏武的诗作，然而其记载散乱，常作品同而作者署名不同。
良时不再至，离别在须臾。屏营衢路侧，执手野踯蹰。仰视浮云驰，奄忽互相逾。风波一失所，各在天一隅。长当从此别，且复立斯须。欲因晨风发，送子以贱躯。
嘉会难再遇，三载为千秋。临河濯长缨，念子怅悠悠。远望悲风至，对酒不能酬。行人怀往路，何以慰我愁。独有盈觞酒，与子结绸缪。
携手上河梁，游子暮何之。徘徊蹊路侧，悢悢不得辞。行人难久留，各言长相思。安知非日月，弦望自有时。努力崇明德，皓首以为期。
此三篇《文选》题为《李陵与苏武诗》，作者署名李陵。《艺文类聚》与《文选》同。
骨肉缘枝叶，结交亦相因。四海皆兄弟，谁为行路人。况我连枝树，与子同一身。昔为鸳与鸯，今为参与商。昔者长相近，邈若胡与秦。惟念当离别，恩情日以新。鹿鸣思野草，可以喻嘉宾。我有一罇酒，欲以赠远人。愿子留斟酌，叙此平生亲。
结发为夫妻，恩爱两不疑。欢娱在今夕，燕婉及良时。征夫怀远路，起视夜何其。参辰皆已没，去去从此辞。行役在战场，相见未有期。握手一长叹，泪为生别滋。努力爱春华，莫忘欢乐时。生当复来归，死当长相思。
黄鹄一远别，千里顾徘徊。胡马失其群，思心常依依。何况双飞龙，羽翼临当乖。幸有弦歌曲，可以喻中怀。请为游子吟，泠泠一何悲。丝竹厉清声，慷慨有余哀。长歌正激烈，中心怆以摧。欲展清商曲，念子不能归。俯仰内伤心，泪下不可挥。愿为双黄鹄，送子俱远飞。
烛烛晨明月，馥馥秋兰芳。芳馨良夜发，随风闻我堂。征夫怀远路，游子恋故乡。寒冬十二月，晨起践严霜。俯观江汉流，仰视浮云翔。良友远别离，各在天一方。山海隔中州，相去悠且长。嘉会难再遇，欢乐殊未央。愿君崇令德，随时爱景光。
此四篇《文选》题为《苏子卿诗》，作者署名苏武。“骨肉缘枝叶”“黄鹄一远别”两篇载于《艺文类聚》，署名与《文选》同。
晨风鸣北林，熠燿东南飞，原言所相思，日暮不垂帷，明月照高楼，想见馀光辉，玄鸟夜过庭，仿佛能复飞，褰裳路踟蹰，彷徨不能归，浮云日千里，安知我心悲，思得琼树枝，以解长渴饥。
携手上河梁，游子暮何之，徘徊溪路侧，恨恨不能离，行人难久留，各言长相思，安知非日月，弦望自有时，努力崇明德，皓首以为期。
陟彼南山隅，送子淇水阳，尔行西南游，我独东北翔，辕马顾悲鸣，五步一彷徨，双凫相背飞，相远日已长，远望云中路，想见来珪璋，万里遥相思，何益心独伤，随时爱景曜，原言莫相忘。
烁烁三星列，拳拳月初生，寒凉应节至，蟋蟀夜悲鸣，晨风动乔木，枝叶日夜零，游子暮归思，塞耳不能听，远望正萧条，百里无人声，远处天一隅，苦困独伶丁，亲人随风散，沥滴如流星，原得萱草枝，以解饥渴情。
锺子歌南音，仲尼叹归与，戎马悲边鸣，游子恋故庐，阳鸟归飞云，蛟龙乐潜居，人生一世间，贵与原同俱，身无四凶罪，何为天一隅，与其苦筋力，必欲荣薄躯，不如及清时，策名於天衢。
此四篇《文选》未载《艺文类聚》题为《汉李陵赠苏武别诗》。
双凫俱北飞，一凫独南翔，子当留斯馆，我当归故乡，一别如秦胡，会见何讵央，怆恨切中怀，不觉泪霑裳，原子长努力，言笑莫相忘。
征夫怀往路，起视夜何其，参辰皆已没，去去从此辞，行役在战场，相见未有期，握手一长叹，泪为生别滋，努力爱春华，莫忘欢乐时，生当复来归，死当长相思。
此两篇《文选》未载《艺文类聚》题为《汉苏武别李陵诗》。

## 艺术成就
这组诗歌在文学史上的地位极高，是汉诗里最具有代表性的作品之一，对后世文人诗歌影响颇深。
钟嵘《诗品》将其列为上品，评价其为：“其源出於《楚辞》。文多凄怆，怨者之流。陵，名家子，有殊才，生命不谐，声颓身丧。使陵不遭辛苦，其文亦何能至此！”认为班婕妤、王粲、曹丕等诗人的作品都受其影响。